# Устиновский, Михаил Михайлович
Михаил Михайлович Устиновский (1935—2003) — советский хозяйственный, государственный и политический деятель.

## Биография
Родился в 1935 году в поселке Карсакпай. Член КПСС.
С 1959 года — на хозяйственной, общественной и политической работе. В 1959—2003 гг. — горный мастер шахты № 17/48 комбината «Карагандауголь», младший, старший научный сотрудник Карагандинского научно-исследовательского угольного института, помощник и заместитель начальника участка вентиляции, помощник и заместитель главного инженера шахты № 3 имени Кирова треста «Кировуголь», главный инженер шахты № 12 треста «Октябрьуголь», главный инженер, директор шахты «Сокурская» ПО «Карагандауголь», первый секретарь Саранского горкома КП Казахстана, первый секретарь Карагандинского горкома КП Казахстана, организатор Карагандинского завода протезов, директор ТОО «Ортпомощь».
Избирался депутатом Верховного Совета Казахской ССР 10-11-го созывов. Делегат XXVI и XXVII съездов КПСС.
Умер в Караганде в 2003 году.